# Ermanno Cressoni
Ermanno Cressoni (* 22. Juli 1939 in Mailand; † 30. Juni 2005 ebenda) war ein italienischer Architekt und Automobildesigner, der zahlreiche Karosserien für Großserienmodelle von Alfa Romeo und Fiat entwarf und das Erscheinungsbild beider Marken von den 1970er- bis in die 1990er-Jahre prägte.

## Biografie

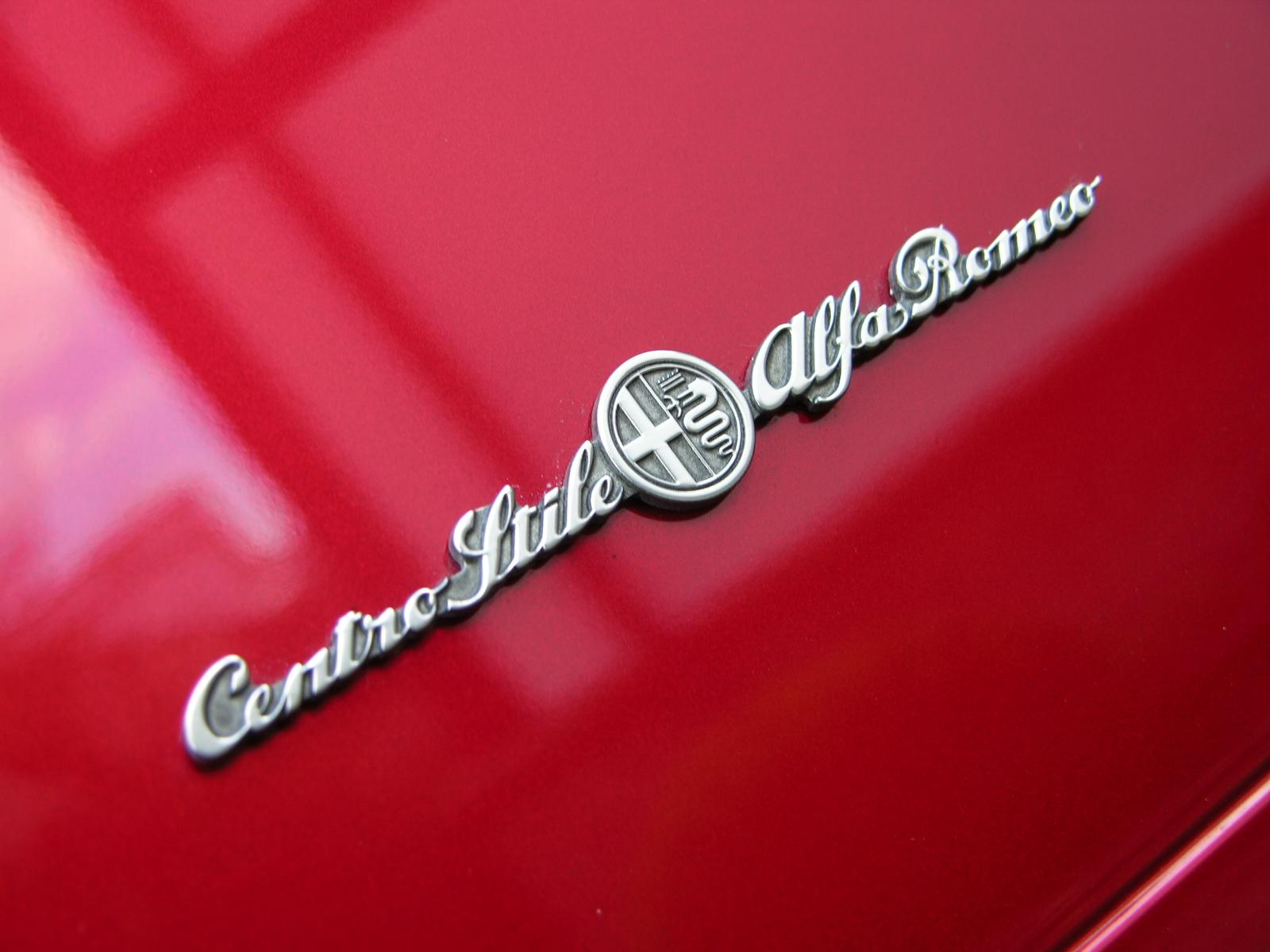
10 Jahre von Cressoni geleitet: Alfa Romeo Centro Stile

Ermanno Cressoni absolvierte eine Architektenausbildung. Ab 1965 war er Mitarbeiter im Centro Stile des Mailänder Automobilherstellers Alfa Romeo. Nachdem er an einigen Sport- und Serienfahrzeugen Alfa Romeos mitgearbeitet hatte, übernahm er 1975 die Leitung des Centro Stile. Cressoni war der erste Architekt, der die Designabteilung eines Automobilherstellers führte. In den 1970er-Jahren entwickelte er seine Formensprache, die er La Linea nannte: ein von vorn nach hinten ansteigendes Profil mit Brüchen und Winkeln. La Linea bestimmte das Erscheinungsbild der Alfa-Romeo-Limousinen bis zum Ende der 1980er-Jahre. Das erste Auto, das diese Formensprache umsetzte, war der 1977 vorgestellte Alfa Romeo Giulietta, der polarisierte und vielfach kritisiert wurde. Auch der kompakte Alfasud-Nachfolger Alfa 33 sowie der Alfa 75, der den Giulietta ablöste, setzten Cressonis Designkonzept um; in zeitgenössischen Annoncen und Broschüren warb Alfa Romeo zeitweise sogar ausdrücklich mit dem Begriff La Linea. Cressonis letztes Projekt für Alfas Centro Stile war der frontgetriebene 164, bei dem er einen Entwurf von Pininfarinas Designer Enrico Fumia zur Serienreife entwickelte. Für den 75 und den zeitweise parallel produzierten Alfetta-Nachfolger Alfa 90 gestaltete Cressoni einen U-förmigen Handbremsgriff, der es ermöglichte, zwischen den Vordersitzen ein zusätzliches Ablagefach unterzubringen. Diesen Entwurf ließ er sich später patentieren.
Als der wirtschaftlich angeschlagene Staatskonzern Alfa Romeo 1986 von Fiat übernommen wurde, wechselte Cressoni zum Fiat Centro Stile, dessen Leiter er wurde. Hier überwachte er unter anderem die Gestaltung des Kleinwagens Cinquecento und der Kompaktmodelle Fiat Bravo und Brava. Stilistisch wandte sich Cressoni hier von La Linea ab und schuf betont rundliche Formen. Unter Cressonis Leitung arbeiteten im Fiat Centro Stile unter anderem Chris Bangle, Walter de Silva und Andreas Zapatinas. Sie wurden später selbst einflussreiche Designer und leiteten erfolgreich Designabteilungen großer Autohersteller.
Nach der Jahrtausendwende verließ Cressoni den Fiat-Konzern. In den folgenden Jahren war er freiberuflich beratend für das Turiner Studio I.De.A Institute tätig.
Cressoni starb 65-jährig am 30. Juni 2005 in seiner Heimatstadt an den Folgen einer Krebserkrankung.

## Werk
Unter der Leitung Cressonis entstanden unter anderem die Karosserien folgender Serienmodelle:
- Alfa Romeo Alfetta (1972)
- Alfa Romeo Giulietta (1977)
- Alfa Romeo 33 (1983)
- Alfa Romeo 75 (1985)
- Alfa Romeo 145 (1994)
- Fiat Cinquecento (1991)
- Fiat Coupé (1993)
- Fiat Barchetta (1995)
- Fiat Bravo und Brava (1995)

Konzeptfahrzeuge mit Cressonis Beteiligung:
- Fiat Scia
- Fiat Armadillo
- Lancia Dialogos
- Lancia Nea

## Galerie

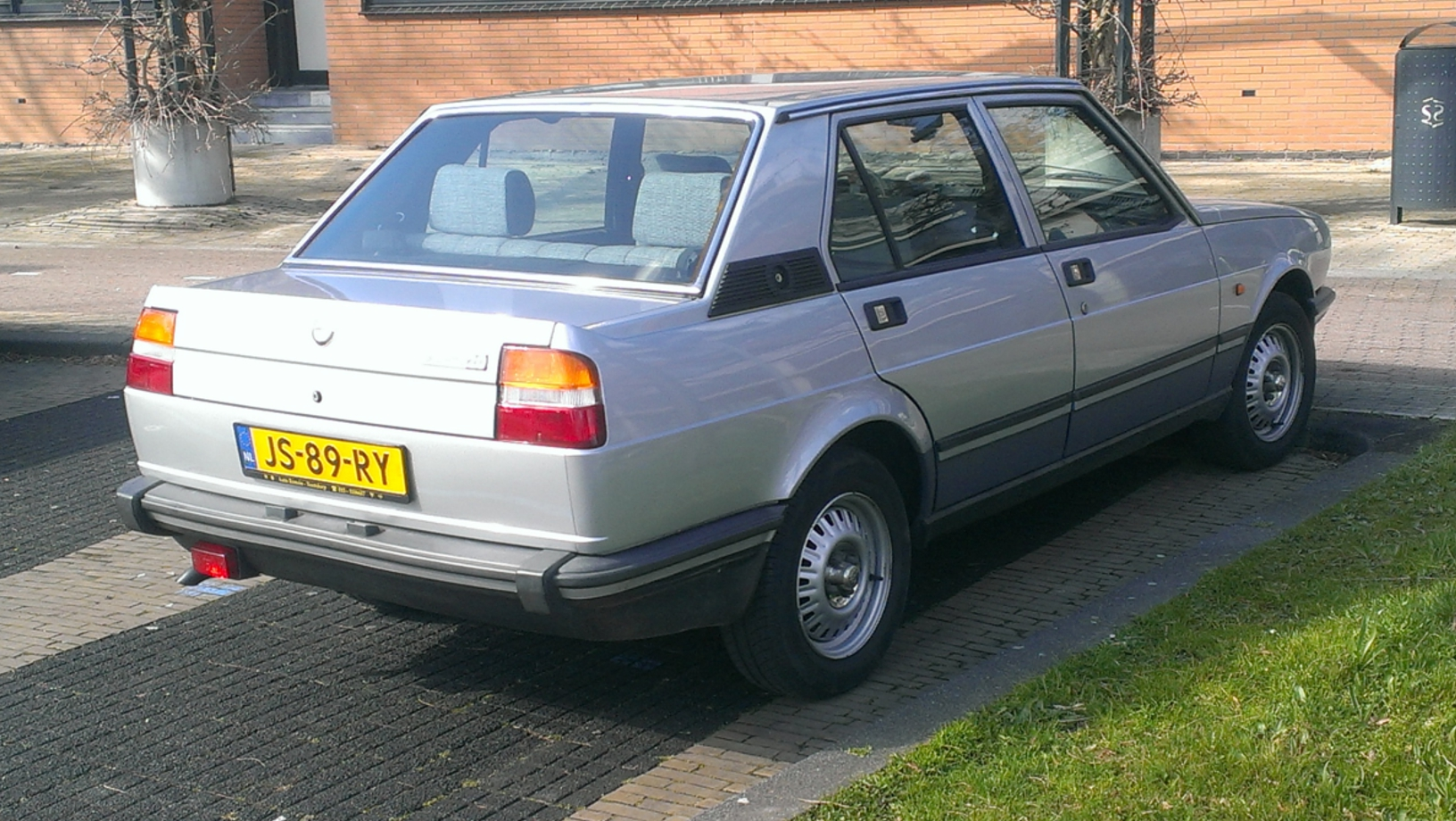
Alfa Romeo Giulietta (1977)
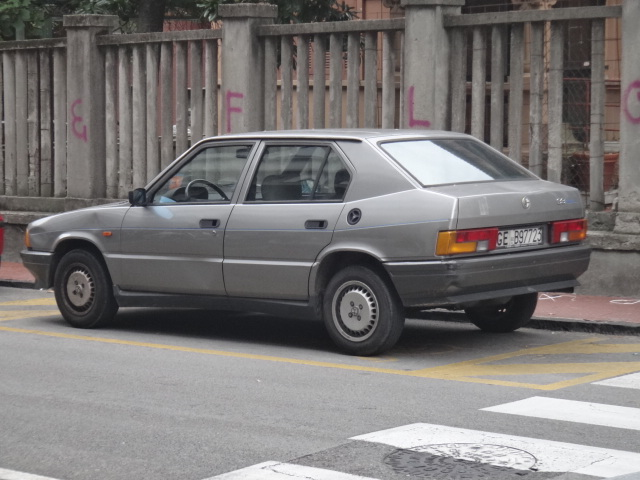
Alfa Romeo 33 (1983)
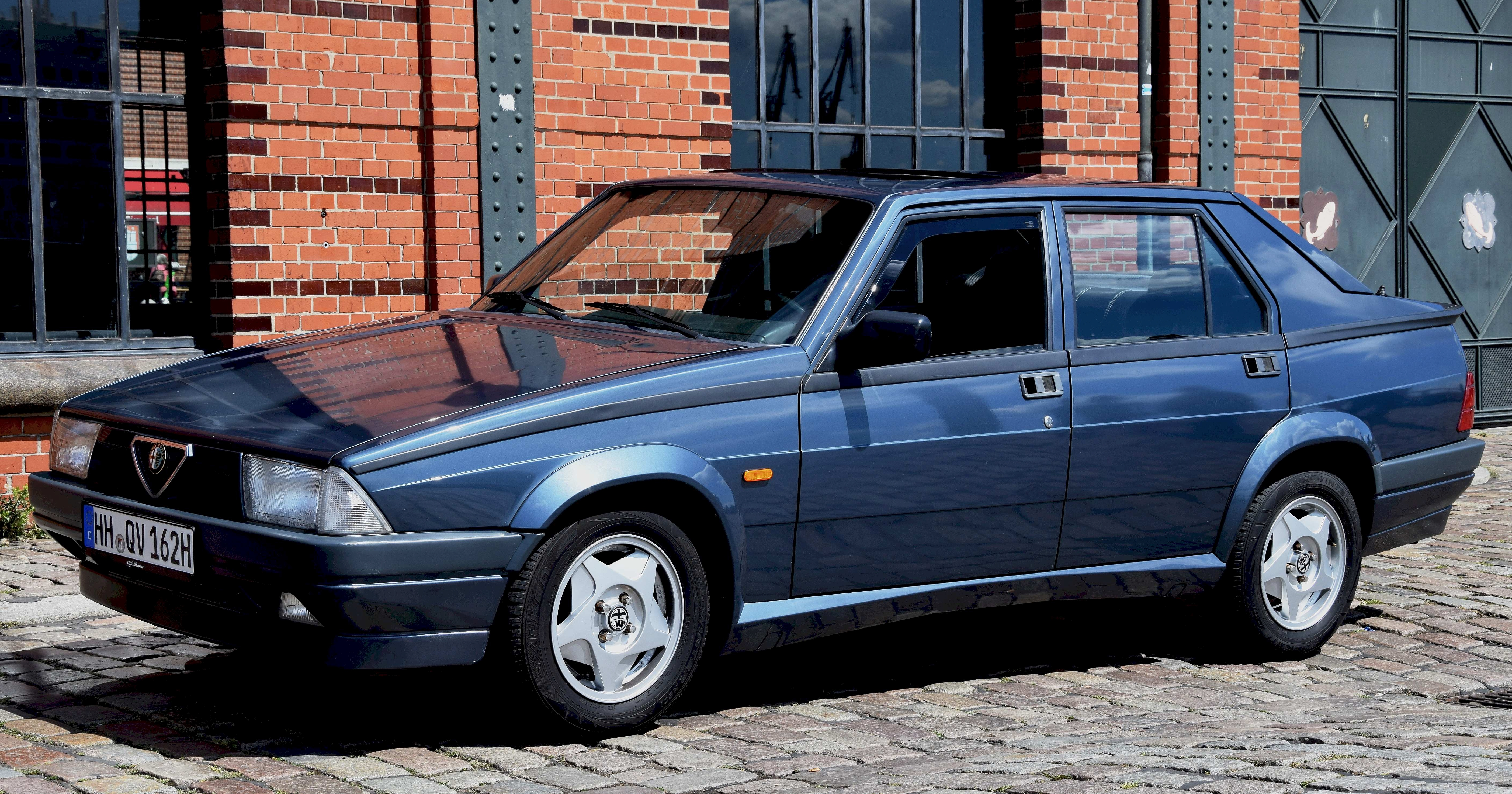
Alfa Romeo 75 (1985)
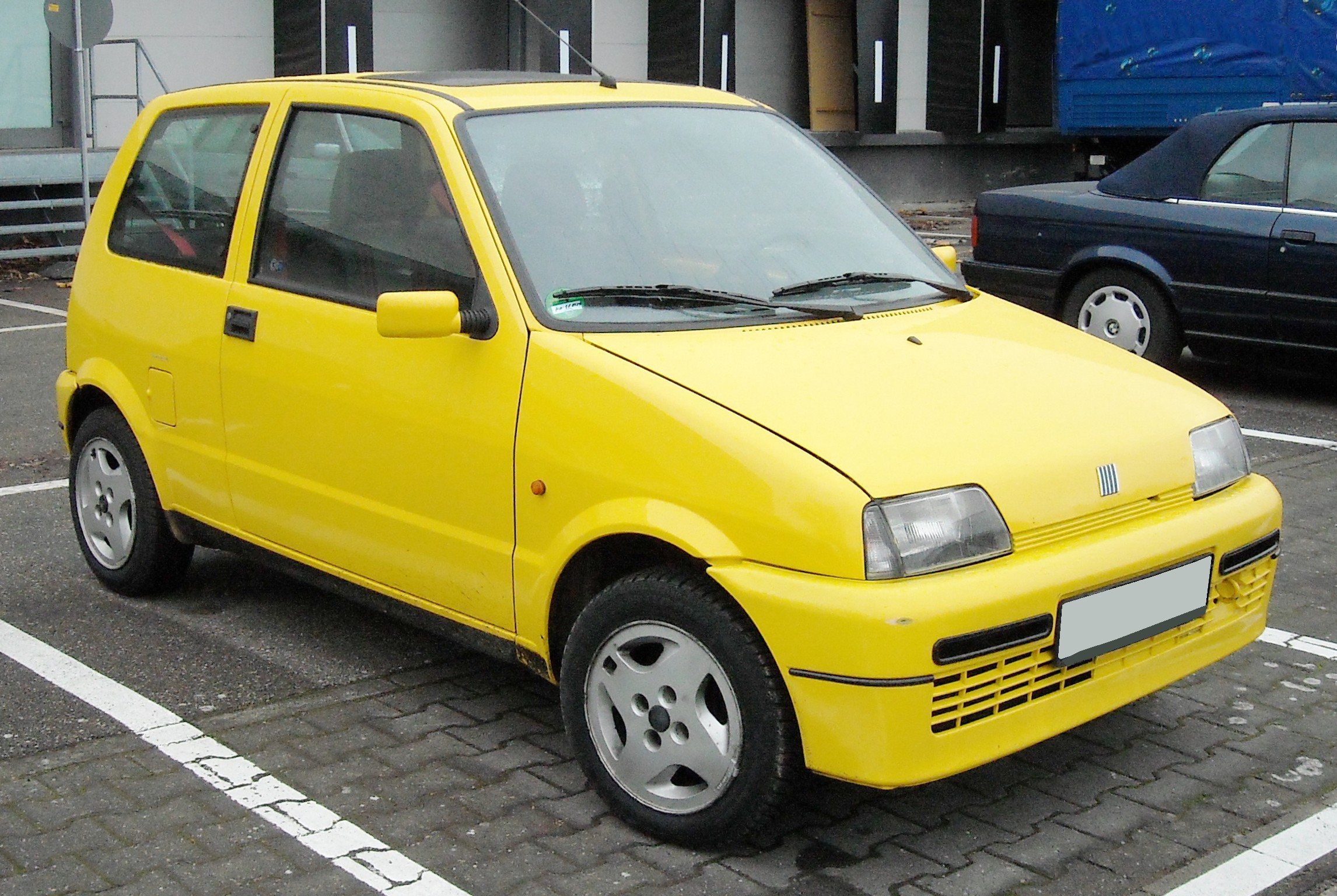
Fiat Cinquecento (1991)
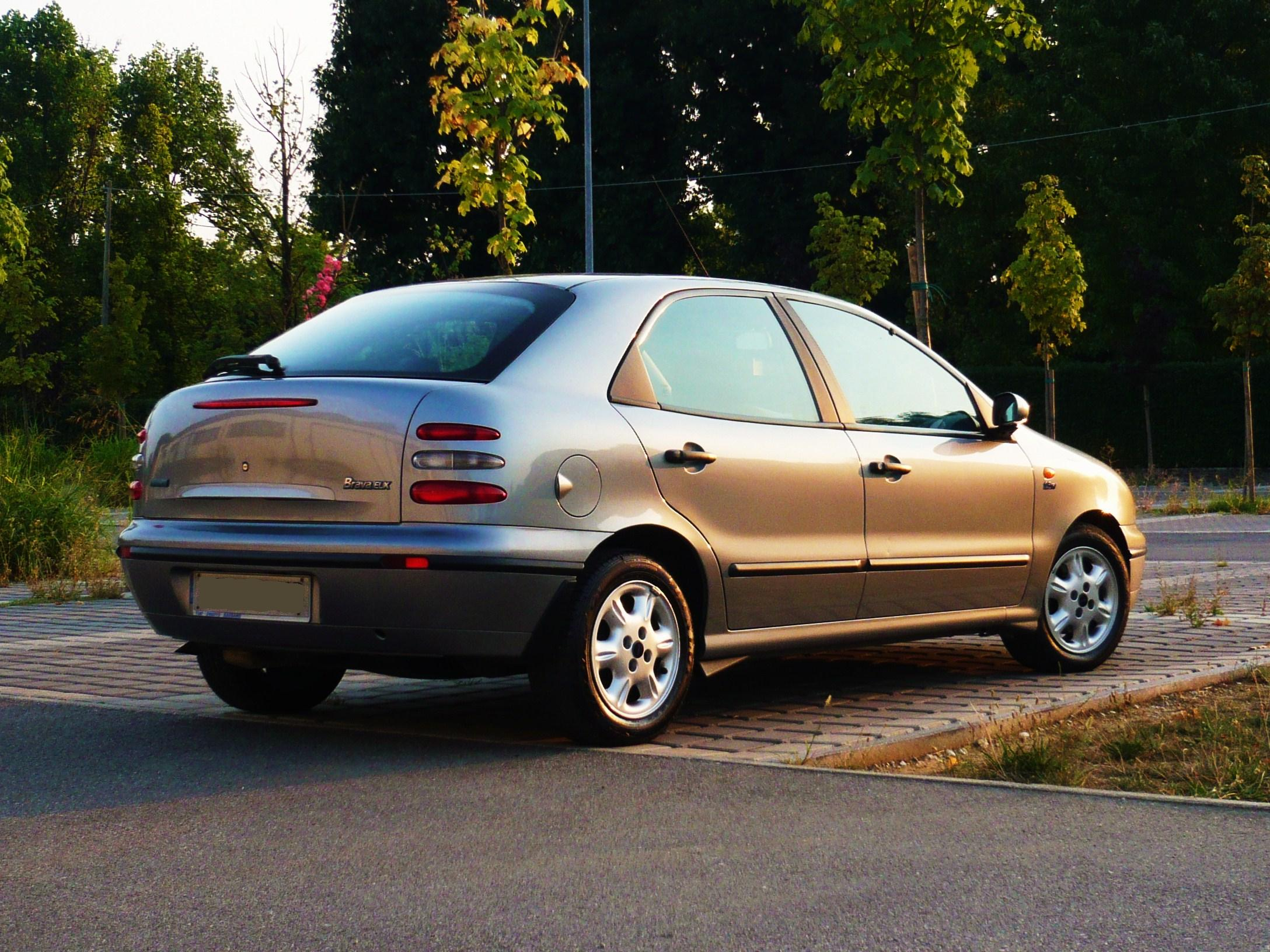
Fiat Brava (1995)
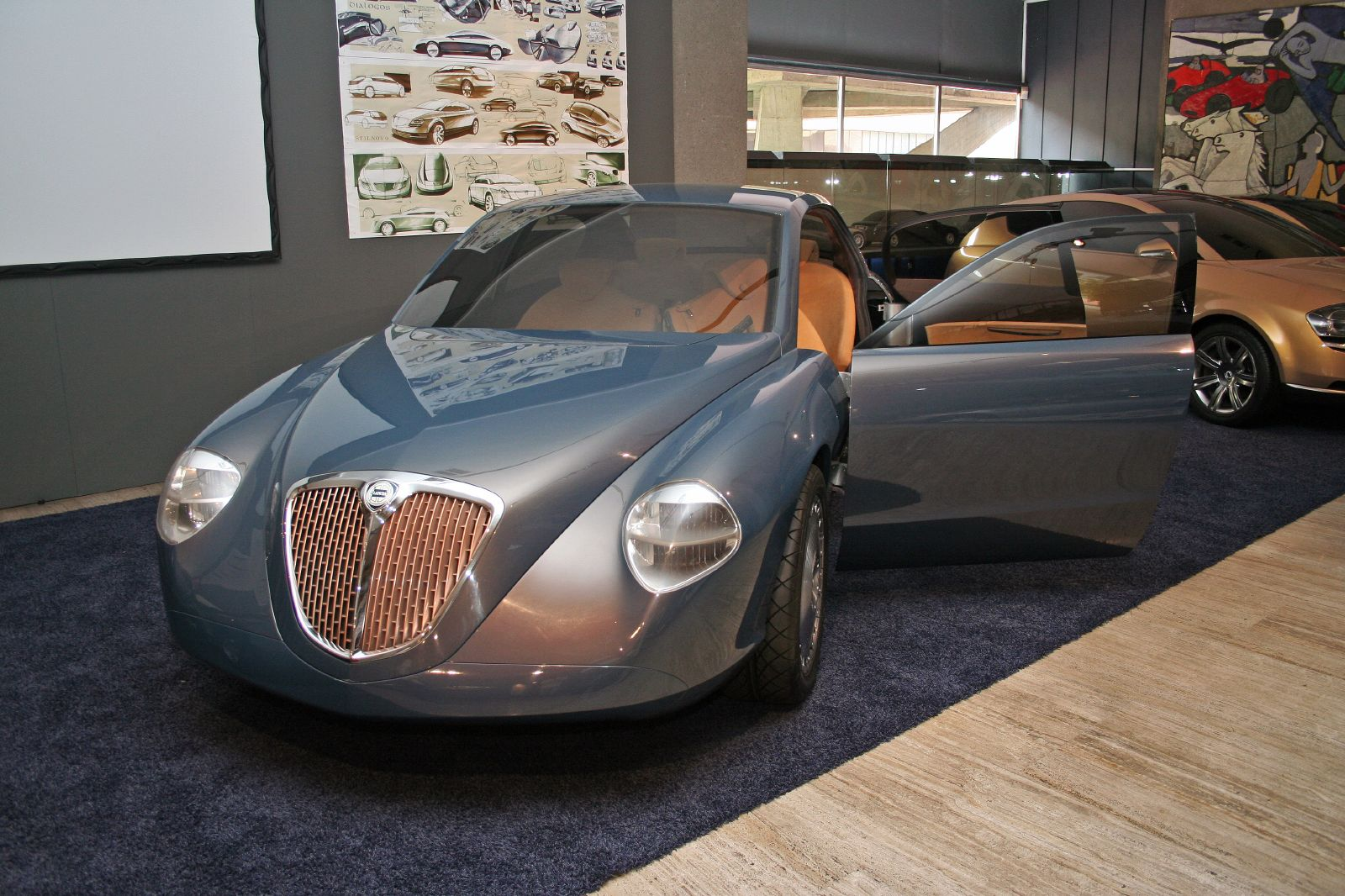
Lancia Dialogos